# Wollestraat 34

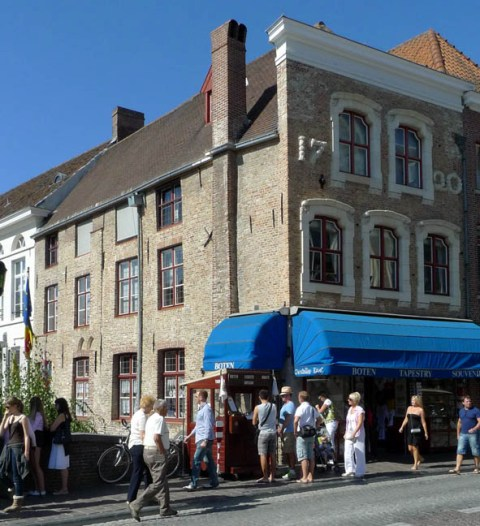
Wollestraat 34 im Jahr 2009

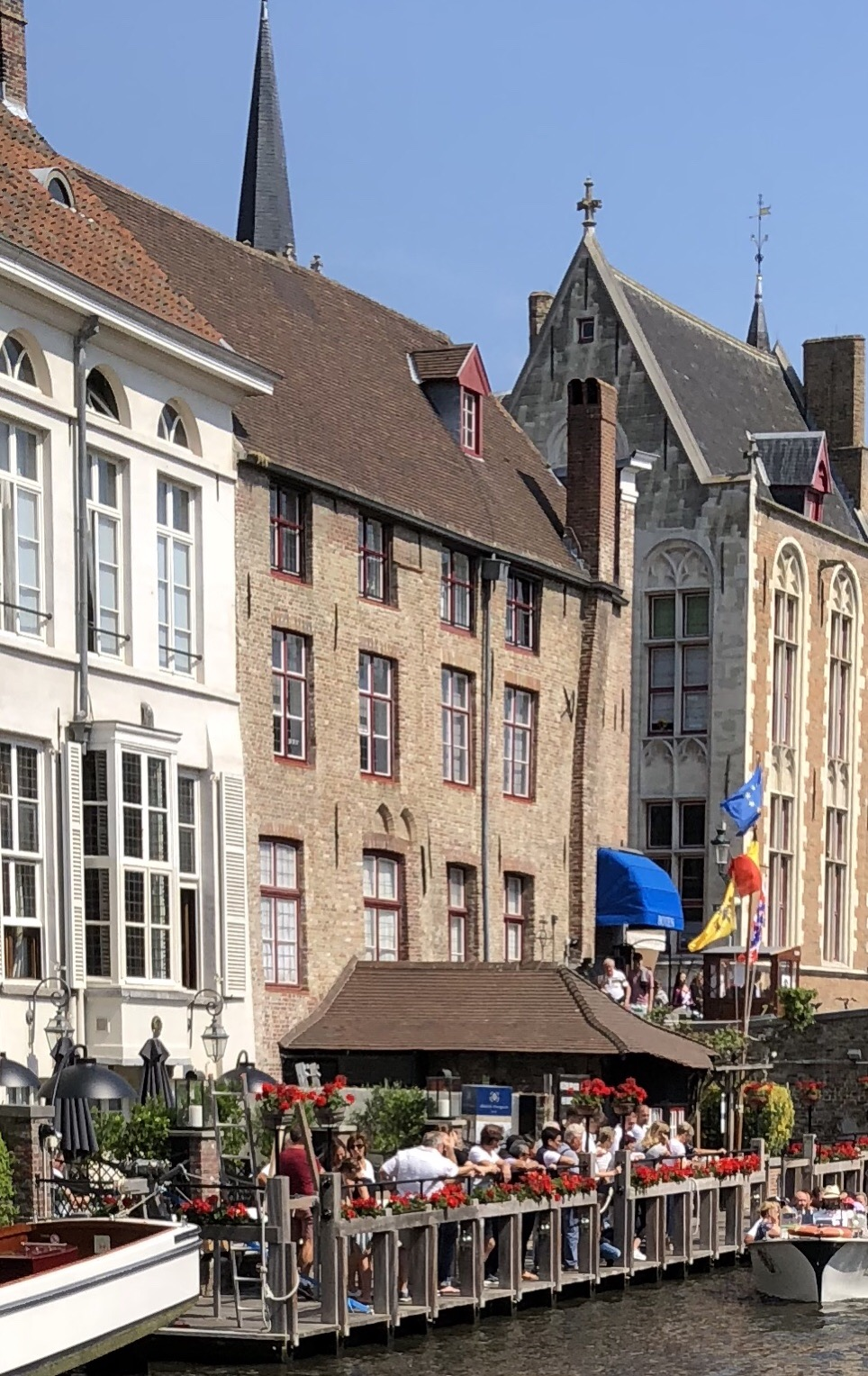
Blick von Süden, 2019

Das Gebäude Wollestraat 34 ist ein denkmalgeschütztes Haus in Brügge in Belgien.

## Lage
Das Gebäude befindet sich auf der südwestlichen Seite der Wollestraat im südlichen Teil der Altstadt von Brügge. Unmittelbar südlich des Hauses fließt der Kanal Dijver, so dass es sich in einer markanten Ecklage befindet. Direkt südöstlich des Hauses überspannt die Nepomukbrücke den Kanal.

## Architektur und Geschichte
Das dreigeschossige Haus entstand nach einer am zweiten Obergeschoss befindlichen Datierung im Jahr 1720, geht in seinem Kern jedoch auf ältere Bauten zurück. Die zur Straße weisende Backsteinfassade ist im Stil des Spätbarocks gestaltet. Die gewölbten Fenstergewände sind aus Sandstein gefertigt. Die südliche Fassade zum Kanal hin ist vierachsig und schlichter ausgeführt. Sie verfügt über hochkant-rechteckige Fensteröffnungen. An der Südfassade sind Reste von Spitzbögen erkennbar, die auf ehemalige Öffnungen verweisen und auf das späte Mittelalter zurückgehen. Auch der an der östlichen Ecke des Hauses befindliche Kaminschlot dürfte bis auf eine so frühe Bauphase zurückzuführen sein. 
Weitere Umbauten erfolgten 1820 und 1910. Im Jahr 1991 wurde das Haus vom Brügger Architekten F. Delacourt saniert. 
Das Gebäude ist seit dem 16. Dezember 1991 als Denkmal ausgewiesen und wird seit dem 14. September 2009 als architektonisches Erbe geführt.